# Kamel Abboud
Kamel Abboud est un boxeur algérien né le 30 septembre 1961.

## Carrière sportive
Kamel s'est entraîné à l'école de boxe de Béjaïa. Il a remporté la médaille d'or dans la catégorie des poids légers aux championnats d'Afrique de boxe amateur de Benghazi en 1979 et la médaille de bronze dans la même catégorie aux Jeux méditerranéens de Split en 1979.
Il a également concouru dans la division des poids welters aux championnats du monde militaire CISM qui se sont tenus au Camp Lejeune à Jacksonville en Caroline du Nord en 1981. Il a perdu contre Tim Christensen (USA) en quart de finale.
Kamel Abboud a participé aux Jeux olympiques d'été de 1984 dans la catégorie des poids welters. Il remporte son premier combat puis s'incline en 8e de finale contre l'Allemand de l'ouest Alexander Kuenzler,.